# کرافورد لانگ
 کرافورد لانگ (انگلیسی: Crawford Long؛ ۱ نوامبر ۱۸۱۵ – ۱۶ ژوئن ۱۸۷۸) یک دانشمند در زمینه پزشکی اهل ایالات متحده آمریکا بود. وی به خاطر ابداع بی‌هوشی از طریق دی‌اتیل اتر شناخته شده‌است.